# Shane (Vorname)
Shane ist ein männlicher, selten auch weiblicher Vorname.

## Herkunft und Bedeutung
Der Name ist eine englische Form von Johannes und auch eine Abwandlung von Seán oder Shawn.

## Namensträger
- Shane Acton (1947–2002), britischer Segler
- Shane Battier (* 1978), US-amerikanischer Basketballspieler
- Shane Black (* 1961), US-amerikanischer Filmregisseur und Drehbuchautor
- Shane Briant (1946–2021), britisch-australischer Schauspieler
- Shane Brolly (* 1970), britischer Schauspieler
- Shane Chapman (* 1978), neuseeländischer Thaiboxer und K-1-Kämpfer
- Shane Churla (* 1965), kanadischer Eishockeyspieler und Scout
- Shane Doan (* 1976), kanadischer Eishockeyspieler
- Shane Douglas (* 1964), US-amerikanischer Wrestler
- Shane Dronett (1971–2009), US-amerikanischer American-Football-Spieler
- Shane Ferguson (* 1991), nordirischer Fußballspieler
- Shane Filan (* 1979), irischer Popsänger
- Shane Gould (* 1956), australische Schwimmerin
- Shane Harper (* 1989), US-amerikanischer Eishockeyspieler
- Shane Harper (* 1993), US-amerikanischer Schauspieler und Sänger
- Shane Helms (* 1974), US-amerikanischer Wrestler
- Shane Kinsman (* 1997), US-amerikanischer Schauspieler
- Shane Lechler (* 1976), US-amerikanischer American-Football-Spieler
- Shane Long (* 1987), irischer Fußballspieler
- Shane Lynch (* 1976), irischer Sänger
- Shane MacGowan (1957–2023), irischer Musiker
- Shane Maloney (* 1953), australischer Schriftsteller
- Shane McConkey (1969–2009), kanadisch-US-amerikanischer Extremskifahrer und Basejumper
- Shane McEntee (1956–2012), irischer Politiker
- Shane McMahon (* 1970), US-amerikanischer Wrestler und Unternehmer
- Shane McMahon (* 1970), irischer Koch
- Shane McRae (* 1977), US-amerikanischer Schauspieler
- Shane Mosley (* 1971), US-amerikanischer Boxer
- Shane O’Brien (* 1960), neuseeländischer Ruderer und Olympiasieger
- Shane O’Brien (* 1983), kanadischer Eishockeyspieler
- Shane Peacock (* 1973), kanadischer Eishockeyspieler
- Shane Prince (* 1992), US-amerikanischer Eishockeyspieler
- Shane Rangi (* 1969), neuseeländischer Stuntman und Filmschauspieler
- Shane Rimmer (1929–2019), kanadischer Schauspieler
- Shane Ray (* 1993), US-amerikanischer American-Football-Spieler
- Shane Ross (* 1949), irischer Journalist, Sachbuchautor und Senator
- Shane Salerno (* 1972), US-amerikanischer Drehbuchautor und Regisseur
- Shane Shanahan (* 1972), US-amerikanischer Perkussionist
- Shane Smeltz (* 1981), neuseeländischer Fußballspieler
- Shane Stefanutto (* 1980), australischer Fußballspieler
- Shane Stone (* 1950), australischer Politiker
- Shane Tarves (* 1954), kanadischer Eishockeyspieler
- Shane Vereen (* 1989), US-amerikanischer American-Football-Spieler
- Shane Warne (1969–2022), australischer Cricketspieler
- Shane West (* 1978), US-amerikanischer Schauspieler und Musiker
- Shane Williams (* 1977), walisischer Rugby-Union-Spieler
- Shane Willis (* 1977), kanadischer Eishockeyspieler
- Shane Wright (* 2004), kanadischer Eishockeyspieler